# Улица Авиаторов (Москва)
У́лица Авиа́торов (до 1984 года — Авиацио́нная улица) — улица в Западном административном округе города Москвы на территории района Солнцево.

## Происхождение названия
В составе деревни Суково называлась Авиационной улицей — по располагавшемуся здесь ранее аэродрому. После вхождения в 1984 году в состав Москвы это название оказалось одноимённым с другой московской улицей в районе Щукино, и 24 сентября 1985 года улица была переименована, причем значение прежнего наименования в целом было сохранено.

## Описание
Начинается от Производственной улицы и проходит на юго-восток, слева к ней примыкают улица Богданова, Попутная улица, Проектируемый проезд № 5032, улица Щорса и Волынская улица, справа — улица Юлиана Семёнова. Переходит в Центральную улицу посёлка Румянцево.

## Здания и сооружения
По чётной стороне:
- № 10Б — детский сад № 1700
- № 10, корпус 2 — детский сад № 1682
- № 14 — магазин «Пятёрочка», «Алло-пицца» в пристройке к жилому дому
- № 16А — гимназия № 1542
- № 18 — магазин «Пятёрочка» и другие магазины в пристройке к жилому дому
- № 18, корпус 1 — детский сад № 1717
- № 18, корпус 2 — детский сад № 1725
- № 22/17 — Консультативно-диагностический центр (ранее Детская городская поликлиника № 124)
- № 28 — прогимназия № 1728
- № 36 — подстанция № 44 Скорой медицинской помощи Западного округа г. Москвы
- № 38 — Научно-практический центр специализированной медицинской помощи детям имени В. Ф. Войно-Ясенецкого Департамента здравоохранения города Москвы (до 18 марта 2016 года Научно-практический центр медицинской помощи детям с пороками развития черепно-лицевой области и врождёнными заболеваниями нервной системы)

По нечётной стороне:
- № 7 — Центральная библиотека № 239
- № 11 — строительный колледж № 41 (подразделение Солнцево)

## Транспорт

### Метро
Солнцево

### Автобус
| с258: | 5-й микрорайон Солнцева • Солнцево • Боровское шоссе • Улица Федосьино         |
| 275:  | 5-й микрорайон Солнцева • Говорово • Мещерская • Кунцевская • Кунцевская       |
| 330:  | Солнечная • Солнцево • Говорово • Озёрная • Юго-Западная                       |
| 707:  | Саларьево • Солнцево • Солнечная                                               |
| 734:  | Саларьево • Новопеределкино • Солнцево • Солнечная                             |
| 793:  | 5-й микрорайон Солнцева • Солнцево • Говорово • Озёрная • Проспект Вернадского |
| 862:  | Мещерская • Говорово • Солнцево • Солнечная                                    |

«→» — остановки проходятся только при движении в прямом направлении; «←» — остановки проходятся только при движении в обратном направлении.